# Luftangriffe auf Singapur (1944–1945)
Die Luftangriffe auf Singapur zwischen November 1944 und März 1945 waren eine Kampagne der Luftstreitkräfte der Alliierten im Pazifikkrieg gegen Japan gegen Ende des Zweiten Weltkrieges. Insgesamt elf Angriffe wurden durch Langstreckenbomber der United States Army Air Forces (USAAF) geflogen. Die meisten dieser Angriffe zielten auf den dortigen von den Streitkräften des Gegners Japan besetzten Marinestützpunkt und die Dockanlagen auf der Insel. Vereinzelt warfen die Bomber auch Seeminen in die Singapur umgebenden Gewässer ab. Nach der Verlegung der US-amerikanischen Bomber, welche für andere Operationen abgezogen wurden, setzte die britische Royal Air Force die Minenlegeoperationen noch bis Ende Mai 1945 fort.
Während die Angriffe auf Singapurs Hafenanlagen beträchtliche Schäden anrichteten, konnten andere Ziele nicht zerstört werden. So blieben die Zerstörungen der nahe Singapur gelegenen Öllager weit hinter den Zielsetzungen zurück. Der Abwurf von Seeminen konnte den Schiffsverkehr um Singapur zwar beeinträchtigen und hatte den Untergang von drei Schiffen sowie die Beschädigung von weiteren zehn zur Folge, blockierte die Zufahrt jedoch zu keinem Zeitpunkt gänzlich. Bei der Zivilbevölkerung Singapurs sorgten die Luftangriffe für eine Stärkung der allgemeinen Hoffnung, dass die Angriffe ein Zeichen einer bevorstehenden Befreiung der Stadt von der japanischen Besetzung seien. Unterstützt wurde dies dadurch, dass die Verluste unter der Zivilbevölkerung relativ gering waren. Die meisten zivilen Opfer gab es unter den Arbeitern in den japanischen Militäranlagen sowie bei einem schweren Angriff, der teilweise ziviles Wohngebiet traf, wodurch mehrere hundert Menschen obdachlos wurden.

## Hintergrund
In den Jahrzehnten nach dem Ende des Ersten Weltkriegs baute Großbritannien in seiner 1819 gegründeten Kolonie die Anlagen der Singapore Naval Base, der lokalen Flottenbasis, im Norden der Insel im Zuge seiner Singapur-Strategie, welche die japanische Expansion in der Region aufhalten sollte, in bedeutendem Maße aus. Die so entstandenen Anlagen gehörten zu den wichtigsten dieser Art im britischen Empire und verfügten über das King-George-VI-Trockendock sowie das schwimmfähige Admiralty-IX-Trockendock. Die Truppen des Commonwealth in den Straits Settlements und als Teil dieser Singapur wurden in den Monaten nach der Verschärfung des Pazifikkriegs durch den Angriff der japanischen Marineluftstreitkräfte auf das zu den USA gehörende Pearl Harbor schnell zerschlagen. Die verbliebenen Streitkräfte auf der Insel kapitulierten am 15. Februar 1942 vor den Japanern. Die folgende Besetzung Singapurs durch japanische Truppen entsprach auch dem strategischen Interesse des mit Japan verbündeten Deutschen Reiches; so betont der Militärhistoriker Rolf-Dieter Müller, dass Adolf Hitler schon im Zuge seiner Weisung Nr. 24 vom 5. März 1941 einen baldigen Angriff Japans auf Singapur gefordert hatte, das er als „wichtigste britische Festung im Fernen Osten“ ansah. Während der japanischen Invasion Malayas und der Schlacht um Singapur kam es zu wiederholten Luftangriffen auf die Stadt, welche viele zivile Opfer forderten. In Singapur, wo sich etwa 1250 Chinesen der irregulären Dalforce angeschlossen hatten, ließ die japanische Regierung im März 1942 mehr als 30.000 Chinesen hinrichten.

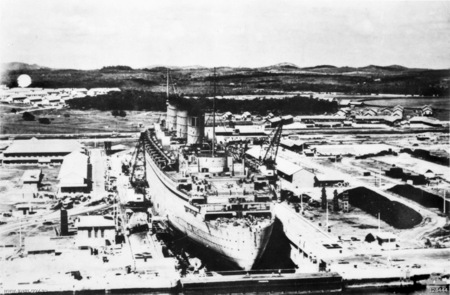
Das Passagierschiff Queen Mary im King George VI Trockendock, August 1940

Die Singapore Naval Base erlitt während der Luftangriffe und Kämpfe Ende 1941 und Anfang 1942 nur geringe Schäden und stellte nach der Eroberung die wichtigste Basis für die Kaiserlich Japanische Marine außerhalb der japanischen Hauptinseln dar. Unter britischer Herrschaft arbeiteten in der Marinebasis eine Vielzahl einheimischer Zivilisten, welche von der japanischen Marine übernommen wurden. Diese verschärfte die Disziplinarmaßnahmen, zu denen körperliche Misshandlung bei kleineren Vergehen sowie Inhaftierung und Hinrichtung bei Diebstahl und Informationsweitergabe gehörten. Zwischen Februar und April 1944 verlegte die japanische Marine Einheiten der japanischen 2. und 3. Flotte vom Zentralpazifik nach Singapur und in die Gewässer der nahen Lingga-Inseln um näher an den strategisch wichtigen Ölquellen und Kraftstoffraffinerien der Region zu sein. Diese beiden Flotten stellten den Großteil der noch verbliebenen japanischen Marinekräfte dar und verfügten über die meisten noch einsatzbereiten Schlachtschiffe und Flugzeugträger.
Die für die Luftverteidigung Singapurs abgestellten Kräfte waren vergleichsweise schwach ausgerüstet. Anfang 1945 verfügte die Luftabwehr auf der Insel nur über zwei mit Maschinenkanonen ausgerüstete Armeekompanien und insgesamt 58 Jagdflugzeuge der Typen Nakajima Ki-43, Kawasaki Ki-45 und Kawasaki Ki-61, welche jedoch auch die Singapur umgebenden Gebiete abschirmen mussten. Einige der Flugabwehrkanonen waren mit malaiischen Hilfstruppen besetzt. Die Effizienz dieser ohnehin schon mangelhaften Luftabwehr wurde durch schlechte Koordination zwischen den Einheiten des Heeres und der Marine und den Mangel an Feuerleitanlagen und Sperrballonen noch zusätzlich reduziert. Das Fehlen von Nachtjägern in der Umgebung Singapurs gestaltete die Abwehr von Nachtangriffen besonders schwierig und auch zwischen den Einheiten mit Suchscheinwerfern und jenen mit Flugabwehrkanonen gab es nur eine sehr schlechte Koordination.
Ab Juni 1944 begann das XX Bomber Command der USAAF mit Langstreckenbombern vom Typ Boeing B-29 von Stützpunkten um Kharagpur im Nordosten Britisch-Indiens aus Angriffe auf japanisch besetztes Gebiet. Obwohl die Hauptaufgabe des Bomber Commands im Angriff auf Industrieanlagen auf den japanischen Hauptinseln lag, wurde schätzungsweise die Hälfte der Einsätze zur Unterstützung anderer alliierter Operationen im Pazifikraum geflogen. Das XX Bomber Command unterstand dem Kommando der Twentieth Air Force, welche direkt dem Oberbefehlshaber der Luftstreitkräfte General Henry H. Arnold in Washington, D.C. unterstellt war und nicht von Offizieren vor Ort befehligt wurde. Nachdem Arnold den vorherigen Kommandeur entlassen hatte, übertrug er das Kommando über das XX Bomber Command am 29. August an Curtis LeMay.
Infolge der japanischen Niederlage in der See- und Luftschlacht im Golf von Leyte Ende Oktober 1944 konzentrierte das Oberkommando die Überreste der japanischen Marine in zwei Schiffsgruppen. Die erste Gruppe kehrte in Stützpunkte in der Seto-Inlandsee zurück, während die zweite Gruppe die Lingga-Inseln anlief. Am 27. Oktober unterrichtete Arnold LeMay über seinen Verdacht, dass die Niederlage der Japaner im Golf von Leyte die Bedeutung des Marinestützpunktes von Singapur für diese noch gesteigert haben könnte, und fragte an, ob das XX Bomber Command Ziele auf der Insel angreifen könnte. Zu diesem Zeitpunkt war nur wenig über die Situation in Singapur bekannt und am 30. Oktober überflog erstmals eine B-29 zur Fotoaufklärung die Insel und machte dabei Aufnahmen von guter Qualität. Trotz dieses Erfolgs glaubte LeMays Stab, dass ein Tagesangriff auf Singapur, welcher einen Flug von 6.400 Kilometern von Kharagpur aus erforderte, nicht erfolgreich sein könnte. Ohne Rücksicht auf diese Bedenken ordnete Arnold an, dass das XX Bomber Command Singapur angreifen sollte.

## Angriffe

### Erster Angriff

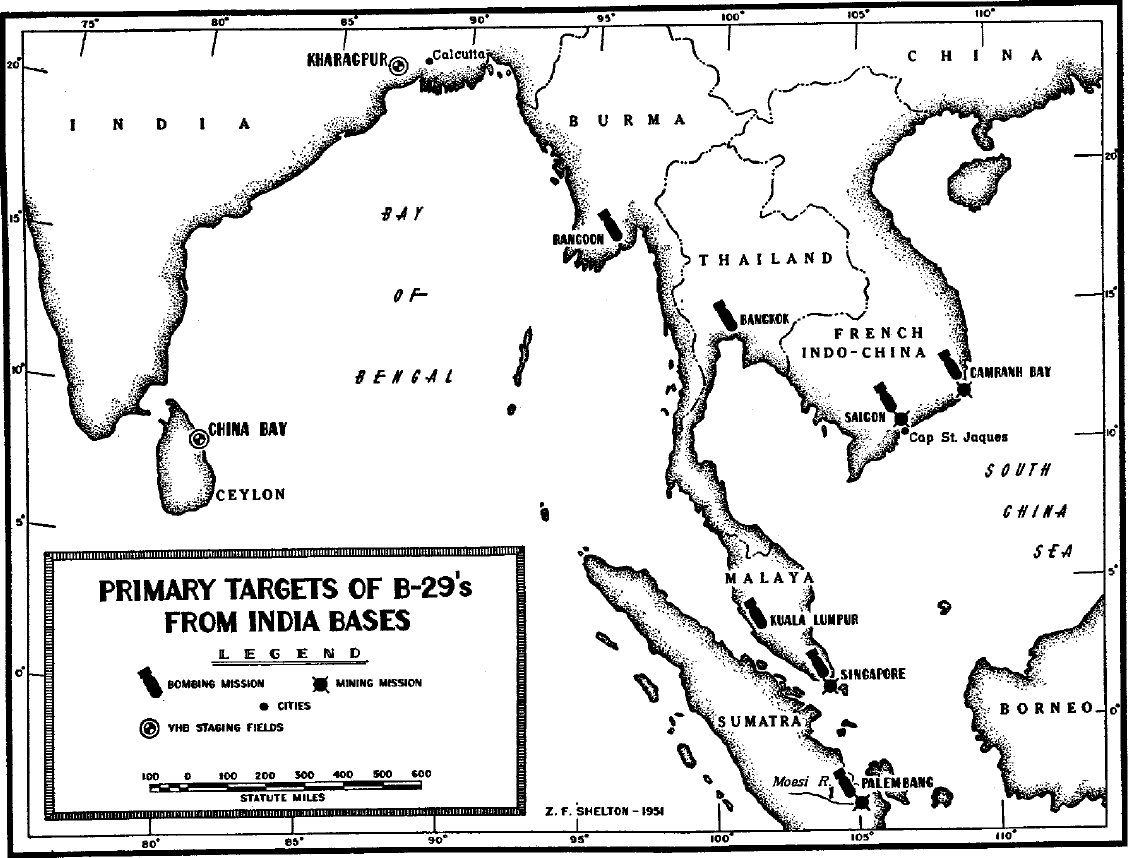
Position der B-29-Stützpunkte auf Ceylon und in Nordostindien sowie die Hauptangriffsziele der dortigen Bomber in Südostasien

Der erste Luftangriff auf Singapur fand am 5. November 1944 statt. 76 B-29-Bomber des XX Bomber Command starteten von Flugfeldern in der Umgebung von Kharagpur. Aufgrund der großen Entfernung des Zieles führte jeder Bomber nur jeweils zwei 450-kg-Bomben mit sich. Die Anweisungen für die Piloten sahen vor, dass diese ihre Bomben aus einer relativ niedrigen Höhe von 6.100 Metern abwerfen und dabei eine lockere Formation beibehalten sollten. Das primäre Ziel stellte das King George VI Trockendock dar, während als sekundäres Ziel die Pangkalanbrandan-Raffinerie im nördlichen Sumatra bestimmt wurde.
Die ersten B-29 Bomber erreichten den Luftraum über der Singapore Naval Base um 06:44 Uhr und warfen ihre Bomben ab. Eine Bombe des Führungsflugzeuges traf in einem Umkreis von 15 m um das Tor des Senkkastens. Die Bomben des dritten Flugzeuges schlugen in der Nähe ein und auch andere Flugzeuge erzielten direkte Treffer, welche das Trockendock für drei Monate außer Betrieb setzten. Die Bomben, die in der Nähe des Trockendocks einschlugen, beschädigten ebenfalls ein 142 m langes Frachtschiff, welches sich zu diesem Zeitpunkt zur Reparatur im Dock befand. Nach James Lea Cate wurde die Präzision der Treffer von der Führung des XX Bomber Command als gut bewertet. Viele zivile Arbeiter in und um das Dock konnten nicht mehr rechtzeitig fliehen und wurden getötet. Die Angreifer verursachten auch an anderen Anlagen des Marinestützpunktes Schäden. Insgesamt bombardierten 53 B-29 Singapur, während sieben die Pangkalanbrandan-Raffinerie angriffen. Nur wenige japanische Flugabwehrkanonen und Jagdflugzeuge griffen die einfliegenden Bomber an, zwei gingen jedoch durch Unfälle verloren. Der Angriff stellte den längsten bis dahin geflogenen Bomberangriff bei Tag dar. Nach dem Angriff ermordeten japanische Soldaten eine Gruppe verletzter indonesischer Arbeiter. Die Ursache dieser Morde ist nicht bekannt. Durch die Beschädigung des King George VI Trockendocks konnte dieses nicht zur Reparatur von in der See- und Luftschlacht im Golf von Leyte beschädigten Schlachtschiffen genutzt werden.

### Spätere Angriffe
Der nächste Luftangriff auf Singapur fand erst im Januar 1945 statt. Infolge von Berichten, dass während der Schlacht um die Philippinen beschädigte japanische Kriegsschiffe in Singapur repariert wurden, starteten 47 B-29 von Indien aus, um sowohl das Admiralty IX Schwimmdock im Norden als auch das Kings Dock an der Südküste der Insel anzugreifen. Diese Flugzeuge starteten gegen Mitternacht am 10. Januar von ihren Flugplätzen und trafen am 8:20 Uhr im Luftraum über Singapur ein. Nur 27 der Flugzeuge griffen die Docks an, konnten jedoch aufgrund von starkem Flakfeuer von in der Straße von Johor liegenden Kriegsschiffen keinen Schaden anrichten. Die verbleibenden Bomber griffen Penang in Malaya, Mergui in Burma und einige andere sich bietende Ziele an, blieben im Allgemeinen dabei jedoch erfolglos. Zwei Bomber gingen bei dieser Angriffsoperation verloren.
Im Januar 1945 begann sich das XX Bomber Command auf die Verlegung auf die Marianen vorzubereiten. Das Command stellte damit seine Attacken auf Japan und Ostasien ein, für welche es Stützpunkte in China zum Zwischenlanden und Auftanken nutzte, und konzentrierte sich auf Ziele in Südostasien, welche von Kharagpur aus erreicht werden konnten. Da sich in Reichweite nur wenige Industrieanlagen als lohnende Ziele befanden, ordnete man dem Angriff auf Schiffe und Hafenanlagen in Rangun, Bangkok, Singapur und anderen, kleineren Häfen die höchste Priorität zu. Die Angriffe wurden sowohl durch konventionelles Bombardement als auch durch den Abwurf von Seeminen in den Gewässern um die Häfen durchgeführt. Als Teil der Verlegung verließ LeMay am 18. Januar Kharagpur in Richtung Marianen und wurde durch Brigadegeneral Roger M. Ramsey ersetzt.
Am 1. Februar flog das XX Bomber Command einen der größten konventionellen Bombenangriffe auf die Flottenbasis in Singapur. An diesem Tag starteten 112 mit je vier 450-kg-Bomben ausgestattete B-29-Bomber von ihren Stützpunkten. Das Hauptziel des Angriffs war das Admiralty IX Schwimmdock, welches von 67 der 88 Singapur erreichenden Bomber angegriffen wurde. Sie versenkten das Schwimmdock und zerstörten das sich in ihm befindliche, 140 m lange Schiff. Die anderen 21 Flugzeuge bombardierten das Gebiet um die Westmauer des Stützpunktes und zerstörten dabei viele Gebäude und einige große Hafenanlagen. In diesem Gebiet war die Hauptverwaltung des Stützpunktes angesiedelt. Von den übrigen Flugzeugen wichen 20 von ihrem ursprünglichen Kurs ab, um Ziele in Penang und Martaban anzugreifen. Ein japanisches Jagdflugzeug konnte eine B-29 zerstören und eine andere ging bei der Landung zu Bruch, nachdem sie durch den Angriff japanischer Jagdflugzeuge beschädigt worden war.

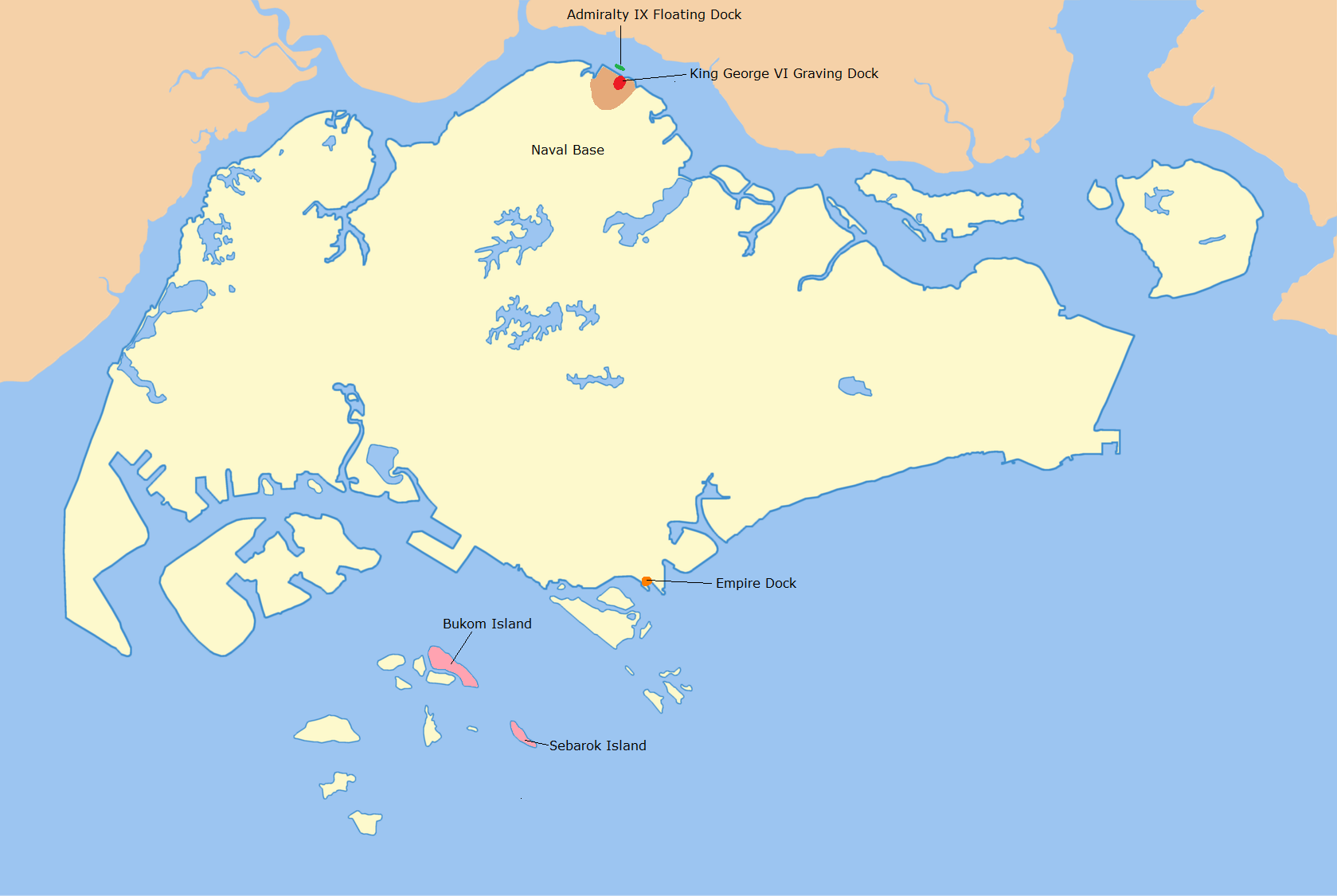
Hauptangriffsziele der USAAF-Angriffe auf Singapur.
Die Karte gibt die moderne Küstenlinie Singapurs wieder, nicht jene aus der Zeit des Zweiten Weltkriegs.

Obwohl das XX Bomber Command bereits Vorbereitungen für einen erneuten Angriff auf die Flottenbasis am 6. Februar traf, wurde dieser am dritten des Monats durch Admiral Louis Mountbatten, den Oberbefehlshaber der alliierten Streitkräfte in Südostasien, abgesagt. Mountbatten ordnete an, dass die Marineanlagen in Singapur und Penang nicht mehr angegriffen werden sollten, da man sie für die alliierten Truppen nach der für den Verlauf des Jahres 1945 geplanten Befreiung Malayas und Singapurs benötigte. Nachdem er um eine Klarstellung dieses Befehls gebeten hatte, traf sich Ramsey mit Mountbatten in Kandy. Bei diesem Treffen gab Mountbatten dem XX Bomber Command die Aufgabe, vor allem Ziele in der Umgebung von Kuala Lumpur zu bombardieren, während ausgesuchte Gebiete Singapurs den Status von Sekundärzielen bekamen. Diese Ziele umfassten das Gebiet um die Westmauer der dortigen Flottenbasis, Öllager und Handelskais, verboten jedoch Angriffe auf das King George VI Trockendock, andere Dockanlagen und Gebiete mit großen Marineanlagen. Saigon erhielt den Status eines Tertiärzieles, während Öllager auf Inseln im Umfeld Singapurs gar als Quartärziele festgelegt wurden.
Der nächste Luftangriff auf Singapur fand am 24. Februar statt. An diesem Tag hoben 116 B-29-Bomber ab, um das Empire Dock an der Südspitze Singapurs zu bombardieren. Hierbei handelte es sich um ein Handelsdock, und die Planer des XX Bomber Command sahen in diesem das „einzige noch übrige lohnenswerte Ziel ohne Einschränkungen auf diesem Kriegsschauplatz“. Die Bomber wurden mit Brandbomben ausgerüstet. 105 B-29 erreichten Singapur und zerstörten 39 Prozent der das Dock umgebenden Warenlager. Durch den dichten Rauch, welcher das Ziel verdeckte, warfen 26 der Bomber ihre Fracht im Blindverfahren ab, was zu erheblicher Ungenauigkeit und infolgedessen zu Schäden in zivilen Wohn- und Gewerbeflächen führte. Die Zeitung The Syonan Shimbun berichtete anschließend, dass 396 Menschen durch den Angriff obdachlos geworden seien. Die USAAF verlor bei dem Angriff eine B-29, die auf dem Rückflug nach Indien aus Treibstoffmangel abstürzte.

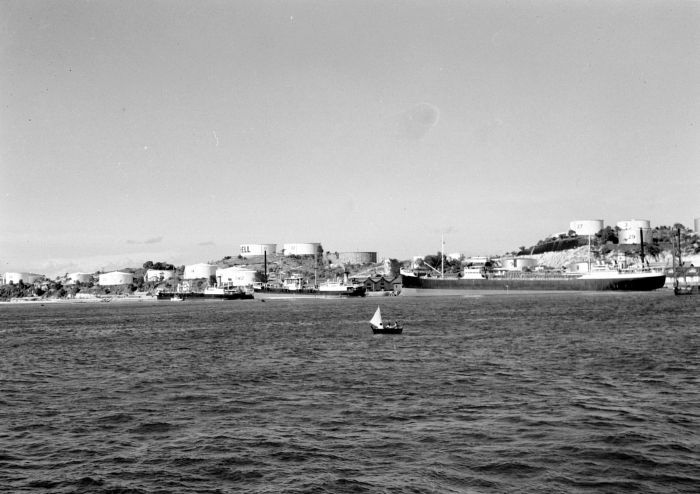
Die Öltanks auf Samboe waren eines der Hauptziele des Angriffs vom 12. März 1945 (Foto von 1936)

Das XX Bomber Command griff Singapur am 2. März erneut an. Da sich viele der Einheiten des Kommandos in der Verlegung auf die Marianen befanden, konnten nur 64 Bomber eingesetzt werden. Diese Flugzeuge griffen den Handels- und Warenhausbereich in der Singapore Naval Base mit 230-kg-Bomben an. Die 49 B-29, die Singapur erreichten, bombardierten das Gebiet und vergrößerten die Schäden vorheriger Angriffe. Der Effekt der Angriffe wurde jedoch erneut durch starkes Flakfeuer japanischer Kriegsschiffe begrenzt. Während des Angriffs wurden zwei Bomber durch Flak abgeschossen.
Die beiden letzten Attacken des XX Bomber Command vor der endgültigen Verlegung auf die Marianen zielten auf die Öllager auf Inseln im Gebiet um Singapur. Am 12. März startete es drei Gruppen von B-29. Ziel dieser Gruppen waren die Inseln Bukom und Sebarok, unmittelbar vor der Küste Singapurs, sowie die Insel Samboe südlich von Batam. Bei diesem Angriff kam es zu keinen Zwischenfällen mit feindlicher Luftabwehr oder Jagdflugzeugen. Schlechtes Wetter zwang jedoch die 44 Bomber, welche das Zielgebiet erreichten, ihre Bomben im Blindverfahren abzuwerfen, wodurch der Angriff nur geringe Schäden verursachte. Der letzte Angriff fand in der Nacht vom 29. auf den 30. März statt, als 29 Bomber Bukom angriffen. Um die Flugzeugbesatzungen in Angriffen aus niedriger Höhe zu trainieren, welche man auf den japanischen Hauptinseln einsetzte, griffen die B-29 ihre Ziele individuell in Höhen zwischen 1.500 und 2.100 m an. Dieser letzte Angriff zerstörte sieben der 49 Öltanks auf der Insel und beschädigte drei weitere bei keinerlei Verlusten auf Seiten der USAAF.

### Verminung der Singapur umgebenden Gewässer
Als Teil der Kampagne gegen die feindliche Schifffahrt flog das XX Bomber Command ab Ende Januar 1945 in jeder Vollmondnacht Minenlegeeinsätze. In der Nacht vom 25. auf den 26. Januar legten 41 B-29 der 444th und der 468th Bombardment Group sechs Minenfelder auf den Zufahrtrouten nach Singapur. In derselben Nacht warfen andere B-29 in der bis dahin größten derartigen Aktion im Pazifikkrieg ebenfalls Minen vor Saigon und Cam Ranh Bay ab. In der Nacht vom 27. auf den 28. Februar starteten zwölf B-29 um Minen in der Straße von Johor abzuwerfen. Zehn der Flugzeuge warfen 55 Seeminen im Zielgebiet ab während ein weiteres seine Fracht vor Penang abwarf. Während der nächsten Vollmondphase warfen 22 B-29 in der Nacht vom 28. auf den 29. März Minen nahe Singapur ab. Bei diesen Einsätzen ging kein Flugzeug verloren.
Nach der Verlegung des XX Bomber Command übernahm die britische No. 222 Group mit ihren Consolidated B-24 Bombern die Minenlegeoperationen. Die Operationen wurden am 24. Mai eingestellt, um die geplanten britischen Landungen in Malaya, welche ab September stattfinden sollten, nicht zu gefährden. Die Japaner richteten Beobachtungsposten in der Straße von Singapur ein, um Minenfelder zu entdecken. Diese erwiesen sich jedoch als nicht effektiv und im Allgemeinen entdeckte man Minenfelder erst, nachdem ein Schiff auf eine Mine gelaufen war. Insgesamt versenkten aus der Luft abgeworfene Seeminen drei Schiffe nahe Singapur und beschädigten weitere zehn. Darüber hinaus unterbrachen die Minenfelder japanische Konvoirouten und die Bemühungen zur Reparatur von Schiffen. Die alliierte Minenlegekampagne war jedoch zu kurz, um entscheidende Ergebnisse zu erzielen.

## Folgen

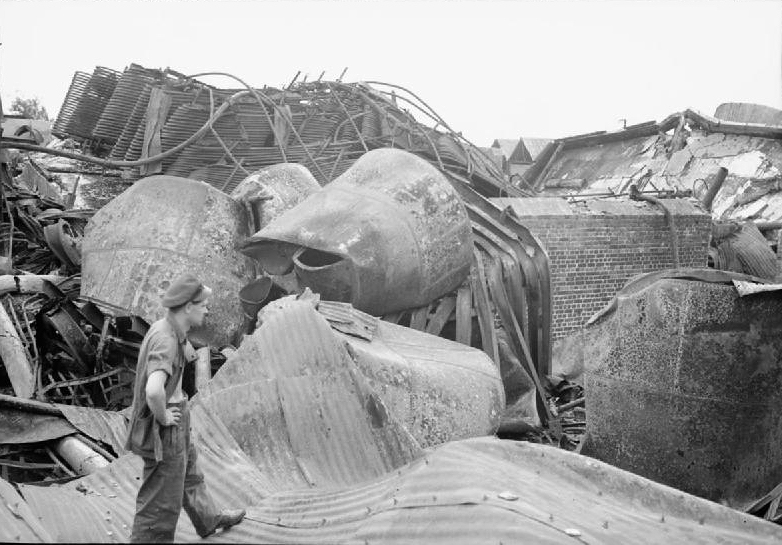
Ein Fahrer der Royal Air Force besichtigt durch alliierte Bombardierung entstandene Schäden an Docks in Singapur, September 1945

Die Angriffe auf die Flottenbasis in Singapur beschädigten oder zerstörten viele Werkstätten und verhinderten die Nutzung des King George VI Trockendocks durch die Japaner zwischen Ende 1944 und Anfang 1945 und die des Admiralty IX Schwimmdocks ab Februar 1945. Zusätzlich kehrten die Arbeiter in den Docks der Marinebasis für einige Zeit nach jedem Angriff nicht an ihren Arbeitsplatz zurück und mussten mit besserer Bezahlung, zusätzlichen Rationen und Luftschutzbunkern motiviert werden. Die Schäden am Empire Dock behinderten die japanischen Hafenarbeiten; allerdings verzögerte sein schlechter Zustand auch die britischen Bemühungen zum Wiederaufbau Singapurs nach Kriegsende. Die Angriffe auf die Öllager auf den Inseln nahe Singapur waren weniger erfolgreich und viele wurden nach der Kapitulation Japans von den Briten funktionstüchtig aufgefunden.
Die japanischen Anstrengungen, Singapur gegen Luftangriffe zu schützen, waren erfolglos. Aufgrund des schwachen Zustands der Luftverteidigung konnten während der amerikanischen Kampagne nur neun B-29 bei Tagangriffen abgeschossen werden. Die Minenräumung ging ebenfalls nur langsam voran und es dauerte nach jedem amerikanischen Abwurf etwa drei Wochen, um den Hafen für minenfrei erklären zu können.
Die Schicksale der abgeschossenen amerikanischen Bomberbesatzungen waren verschieden. Einige nahmen Kontakt zu einheimischen Widerstandsbewegungen wie der Malayan Peoples’ Anti-Japanese Army auf, während andere von den Japanern gefangen genommen und unter harten Bedingungen inhaftiert wurden. Jene, welche von Einheiten der japanischen Marine gefangen genommen und in der Flottenbasis inhaftiert wurden, wurden geköpft. Nach dem Krieg wurden die dafür Verantwortlichen in den Kriegsverbrecherprozessen von Seletar zum Tode oder langjährigen Haftstrafen verurteilt.
Die Luftangriffe stärkten die Moral der Zivilbevölkerung der Insel. Sie wurden als Zeichen der Befreiung Singapurs von der unterdrückerischen japanischen Herrschaft gesehen, eine Hoffnung, die die Zivilbevölkerung allgemein vor der japanischen Okkupationsmacht zu verbergen suchte. Die B-29-Bomber wurden weithin als unverwundbar angesehen und die Zivilbevölkerung feierte sie dafür, die Japaner scheinbar nach Belieben angreifen zu können. Um dieser Ansicht entgegenzuwirken, stellten die Besatzungsbehörden Wracks von abgeschossenen B-29 und überlebende Besatzungsmitglieder ebenso aus wie einen Film, welcher den Abschuss einer B-29 zeigte. Diese Maßnahmen zeigten jedoch keinen Erfolg. Die Japaner scheiterten auch damit, Singapurs muslimische Bevölkerungsschichten gegen die Angriffe aufzubringen, welche am 11. Januar und am 24. Februar eine Moschee beschädigt hatten. Letzterer fiel dabei mit dem Geburtstag des Propheten Mohammed zusammen. Ein weiterer Faktor, welcher zur Unterstützung der Zivilbevölkerung für die Angriffe beitrug, war die Taktik, hauptsächlich Militäranlagen anzugreifen, wodurch nur eine begrenzte Anzahl von Zivilisten zu Opfern und das amerikanische Bombardement als hochpräzise angesehen wurde.
Die Erwartung weiterer Angriffe führte zu einem Preisanstieg von Nahrungsmitteln und anderen Verbrauchsgütern, da die Bewohner Vorräte anlegten. Von Seiten der Japaner gab es Versuche, Hamstern und Preiswucherei zu unterbinden, welche jedoch großteils erfolglos blieben.